# Estha Essombe
Estha Essombe (Boulogne-sur-Mer, 20 de abril de 1963) es una deportista francesa que compitió en judo. Ganó tres medallas en el Campeonato Europeo de Judo entre los años 1994 y 1996.
Participó en los Juegos Olímpicos de Atlanta 1996, donde finalizó quinta en la categoría de –72 kg.

## Palmarés internacional
| Campeonato Europeo | Campeonato Europeo       | Campeonato Europeo | Campeonato Europeo |
| Año                | Lugar                    | Medalla            | Categoría          |
| ------------------ | ------------------------ | ------------------ | ------------------ |
| 1994               | Gdańsk (Polonia)         | Medalla de plata   | –72 kg             |
| 1995               | Birmingham (Reino Unido) | Medalla de plata   | –72 kg             |
| 1996               | La Haya (Países Bajos)   | Medalla de bronce  | –72 kg             |